# 245 a. C.
El año 245 a. C. fue un año del calendario romano prejuliano. En el Imperio romano se conocía como el año 509 ab urbe condita.

## Acontecimientos

### Egipto
- Babilonia y Susa caen ante los ejércitos egipcios de Ptolomeo III.
- Después de un largo compromiso, Ptolomeo III se casa con Berenice II, hija de Magas, rey de Cirene, reunificando así Egipto y la Cirenaica.

### Grecia
- Después de la muerte de su sobrino, Alejandro de Corinto, Antígono II Gonatas entrega a Nicea, la viuda de Alejandro, a su hijo Demetrio en matrimonio. A través de este acto, Antígono recupera Corinto que había sido independiente mientras estaba bajo el gobierno de Alejandro de Corinto.
- Arato de Sición es elegido general (strategos) de la Liga aquea.

### República romana
- Consulados de Marco Fabio Buteón y Cayo Atilio Bulbo en la Antigua Roma.[1]

## Nacimientos
- Asdrúbal Barca, militar cartaginés, hermano de Aníbal Barca.